# Jelnikowo (Kaliningrad)
Jelnikowo (russisch Ельниково, deutsch Neu Kirschnabeck, 1938–1945 Kleinhirschdorf, litauisch Kiršnabėkis) ist ein Ort in der russischen Oblast Kaliningrad. Er gehört zur kommunalen Selbstverwaltungseinheit Stadtkreis Polessk im Rajon Polessk.

## Geographische Lage
Jelnikowo liegt 14 Kilometer südöstlich der Stadt Polessk (Labiau) an der Kommunalstraße 27K-350, die unweit von Fewralskoje (Groß Kirschnakeim/Kirschkeim) von der Regionalstraße 27A-145 (ex R514) abzweigt und nach Nowaja Derewnja (Alt Gertlauken) führt. Die nächste Bahnstation ist Bogatowo (Szargillen/Eichenrode) an der Bahnstrecke Kaliningrad–Sowetsk (Königsberg–Tilsit).

## Geschichte
Die Gründung des Ortes Neu Kirschnabeck erfolgte im Jahre 1830. 44 Jahre später wurde die Zeitpachtkolonie Neu Kirschnabeck zusammen mit Neu Gertlauken (russisch: Geroiskoje, jetzt zu Nowaja Derewnja) als Teil des Gutsbezirks Gertlauken (Forst) in den Amtsbezirk Gertlauken eingegliedert, der zum Kreis Labiau im Regierungsbezirk Königsberg der preußischen Provinz Ostpreußen gehörte. Im Jahre 1905 waren in Neu Kirschnabeck 101 Einwohner registriert.
Am 12. Dezember 1922 wurde das Rentengut Neu Kirschnabeck des Gutsbezirks Gertlauken (Forst) in die Landgemeinde Leiszen (1936–1938: Leischen, 1938–1945: Hirschdorf, russisch: Nowodworki, heute zu Fewralskoje) umgegliedert. Als Wohnplatz von Leiszen resp. Hirschdorf kam der inzwischen in „Kleinhirschdorf“ umbenannte Ort 1945 in Kriegsfolge zur Sowjetunion.
Im Jahre 1947 erhielt Neu Kirschnabeck/Kleinhirschdorf die russische Bezeichnung „Jelnikowo“ und wurde gleichzeitig dem Dorfsowjet Sosnowski selski Sowet im Rajon Polessk zugeordnet. Von 2008 bis 2016 gehörte Jelnikowo zur Landgemeinde Saranskoje selskoje posselenije und seither zum Stadtkreis Polessk.

## Kirche
Die fast ausnahmslos evangelische Bevölkerung Neu Kirschnabecks resp. Kleinhirschdorfs war bis 1945 in das Kirchspiel der Kirche Laukischken (heute russisch: Saranskoje) eingepfarrt. Das gehörte zum Kirchenkreis Labiau innerhalb der Kirchenprovinz Ostpreußen der Kirche der Altpreußischen Union. Heute liegt Jelnikowo im Einzugsbereich der evangelisch-lutherischen Gemeinde in Lomonossowka (Permauern, 1938–1946 Mauern), einer Filialgemeinde der Auferstehungskirche in Kaliningrad (Königsberg) in der Propstei Kaliningrad der Evangelisch-lutherischen Kirche Europäisches Russland.